# ويليام كينيدي (سياسي أمريكي، مواليد 1768)
ويليام كينيدي (بالإنجليزية: William Kennedy)‏ هو محامي وسياسي أمريكي، ولد في 31 يوليو 1768 في واشنطن في الولايات المتحدة، وتوفي بنفس المكان في 11 أكتوبر 1834. انتخب عضو مجلس النواب الأمريكي.